# Polypodium haitiense
Polypodium haitiense là một loài dương xỉ trong họ Polypodiaceae. Loài này được Urb. mô tả khoa học đầu tiên năm 1925.
Danh pháp khoa học của loài này chưa được làm sáng tỏ. 